# Beta Piscis Austrini
Désignations
Beta Piscis Austrini (β Piscis Austrini / β PsA) est une étoile binaire, de la constellation australe du Poisson austral. Elle est visible à l'œil nu avec une magnitude apparente visuelle de +4,29. Sur la base d'une parallaxe annuelle de 22,84 mas, le système est situé à 143 années-lumière du Soleil. Ces coordonnées sont une source d'émission de rayons X avec une luminosité de 88,5 × 1020 W, qui provient très probablement d'une source autre que les étoiles de type A.
Oblak (1978) la considère comme un système d'étoile triple, bien que des sources plus récentes la citent comme une binaire,. L'étoile primaire de magnitude 4,29, désignée Beta Piscis Austrini A, est une étoile blanche de la séquence principale de type spectral A1 V. Elle a une masse estimée à 2,3 fois celle du Soleil et un rayon égal à 2,1 fois celui du Soleil. L'étoile émet 37 fois la luminosité du Soleil depuis sa photosphère à une température effective de 9 638 K. Il y a des signes d'un excès d'infrarouge, indiquant la présence d'un disque de débris en orbite autour de l'étoile. Ce dernier a une température estimée de 188 K, indiquant une distance orbitale de 12 ua de l'étoile hôte.
La composante secondaire du système, désignée Beta Piscis Austrini B, d'une magnitude de 7,8, est de type spectral A2 V et se situe à une séparation angulaire de 30,3 secondes d'arc de l'étoile primaire,.
Beta Piscis Austrini se déplace à travers la Galaxie à une vitesse de 14,4 km/s par rapport au Soleil. Son orbite galactique projetée la place entre 23900 et 28 300 années-lumière du centre de la Galaxie.
Avec Delta et Zeta PsA, elle constituait Tien Kang ("corde céleste") en Chine,.